# Croissance démographique

Estimation de la population mondiale depuis la Préhistoire jusqu'en 2000.

Exemple de pays (Biélorussie) dont l'accroissement démographique a été négatif (nombre d'habitants, en milliers, de 1992 à 2010 sur 18 ans).

Exemple de pays (Namibie) dont l'accroissement démographique est positif depuis quelques années, et conjoint à une augmentation de la durée moyenne de vie (ici sur 50 ans, de 1960 à 2010, en milliers d'habitants. Une augmentation supplémentaire est notable à partir de 1984)

En France, l'accroissement migratoire, la diminution de la mortalité infantile, l'allongement de la durée de vie, ainsi qu'une primo-nuptialité et natalité retardées dans le temps ont évité le recul de l’accroissement naturel que craignaient certains démographes (Nombre d'habitants, en millions, de 1960 à 2010).

La croissance démographique ou accroissement démographique  ou variation totale de population est la différence entre l’effectif d’une population à la fin et au début d’une période donnée (généralement un an),.
Elle peut être exprimée par le taux d'évolution du nombre d’individus au sein d’une population par unité de temps et pour aussi n’importe quelle espèce (animale ou végétale, par exemple).
Elle se décompose en deux parties distinctes :
1. l’accroissement naturel ;
2. le solde migratoire.

Si la somme de ces deux composantes est négative, la croissance de la population sera alors négative (c'est la décroissance démographique). Une démographie peut également être stable avec une croissance démographique nulle.

## Taux d’accroissement démographique
En démographie, la « croissance démographique » est l'évolution de la taille d'une population pour un territoire donné, le « taux d’accroissement démographique » décrit le rythme de cette évolution (augmentation ou diminution).
Il correspond à la variation de la population au cours d’une période de temps et s’exprime généralement en pourcentage du nombre d’individus dans la population à la mi-période (ou la population moyenne).
Par ailleurs, la somme des taux d’accroissement naturel et migratoire permet également de déterminer le taux d’accroissement démographique.

### Historique
En moins 50 000 av. J.-C., la population mondiale est estimée à 600 000 humains; de 6 000 à 5 000 av JC, entre 6 et 8 millions d'humains. Passée de 100 millions à  à 300 millions d'individus au Moyen Âge, entre 800 millions et un milliard pour 1800; c'est surtout à partir du XIXe siècle que l'accroissement démographique devient exponentiel avec les progrès économiques et sanitaires ; auparavant seuls 2 des 6 enfants qu'une femme mettait en moyenne au monde survivaient jusqu'à l'âge de la procréation.

### Donnée relative
En démographie et en écologie, le taux de croissance d'une population ou TCP (« PGR » pour Population growth rate) se calcule habituellement pour une population donnée et pour une période donnée, à partir d'un temps t0.
Un taux positif signifie que la population augmente. Un taux négatif signifie qu'elle diminue. Un taux zéro signifie que la population totale est numériquement identique pour le début et la fin de la période considérée (c'est-à-dire que la différence nette entre naissances, morts et migration est de zéro). Un taux de zéro n'exclut pas des changements importants dans la distribution des âges et/ou dans les taux de natalité, d'immigration ou de mortalité.

## Comment calculer l'accroissement démographique d'un pays?

### 1ercas: on connaît la population du pays à deux dates différentes
Exemple pour l'Autriche :
- Population en 1995 = 8 047 000
- Population en 2005 = 8 185 000

Soit ((8 185 000 - 8 047 000) / 8 047 000) * 100 ~ 1,71 %.
Ainsi, la population de l'Autriche a augmenté de 1,71 % entre 1995 et 2005.

### 2ecas: on connaît les taux de natalité, de mortalité et le solde migratoire
En 2011, pour la Belgique, le taux de natalité est 10,06 ‰ et le taux de mortalité est 10,57 ‰ d'où :
- 10,06 - 10,57 = -0,51 ‰
- -0,51 / 10 = -0,051 %

Ainsi le taux d'accroissement naturel de la Belgique est -0,051 %.
Le solde migratoire de la Belgique est 1,22 ‰ soit en pourcentage 0,122 %.
La somme du taux d'accroissement naturel et du solde migratoire correspond à 0,071 %. En 2011, la Belgique a donc un taux d'accroissement démographique de 0,071 %.

## L’accroissement démographique dans le monde
En 2024, le taux d’accroissement démographique de la population mondiale est de 0,8 % annuellement. Ainsi, la population mondiale s’accroît annuellement d'environ 65 millions de personnes.

Taux d'accroissement démographique en pourcentage, selon les estimations du CIA World Factbook (2018)

À l'échelle mondiale, le taux de croissance démographique s'est néanmoins graduellement atténué depuis les années 1970, après un pic dans les années 1960, avec plus de 2,0 % par année. Le rythme de croissance de la population est hétérogène, variant fortement selon les pays et régions.
- Il reste le plus élevé en Afrique subsaharienne (2,7 % en 2024), élevé en Afrique du Nord-Asie occidentale (1,5 % en 2024), proche de la moyenne mondiale de 0,8 % en Amérique latine, Asie du Sud et Asie du Sud-Est, faible en Asie de l'Est (0 %) et Amérique du Nord (0, 3 %) , et légèrement négatif en Europe et au Japon.
- Il s'est le plus atténué dans les pays occidentaux où la croissance de la population est même devenue négative depuis quelques années dans quelques pays, notamment en Europe de l'Est ou au Japon. Mais même dans un pays comme la France, le nombre de décès en 2025, par exemple, risque de dépasser celui des naissances dans la même année, pour la première fois depuis 1944[7]. Ce solde naturel de population qui devient négatif était attendu des démographes mais « il se produit plus tôt que prévu »[7]. Ceci s'explique essentiellement par une baisse des naissances plus marquée qu'anticipé (baisse de la fécondité), alors que le nombre de décès augmente, notamment en raison de l’arrivée à des âges de forte mortalité des générations du baby-boom un phénomène qui a suivi la Seconde Guerre mondiale[7]. Dans ce pays, la France, le déclin de la natalité va progressivement accentuer  le problème du financement du système français de protection sociale, basé principalement sur les contributions des actifs[7]

## Accroissement démographique, environnement et développement soutenable
L'accroissement démographique est selon l'ONU le « principal facteur à l'origine de l'augmentation des besoins alimentaires ». Source de pression croissante sur les ressources naturelles difficilement, couteusement ou lentement renouvelables, il doit, toujours selon l'ONU, être maîtrisé pour assurer un développement durable, qui nécessite sécurité alimentaire et stabilité politique. La stabilisation rapide de la population mondiale est une condition de la sécurité alimentaire durable
La pression démographique entraîne le plus souvent une surexploitation des nappes phréatiques pour l'agriculture irriguée, qui fait baisser le niveau des aquifères un peu partout dans le monde, mettant en péril la sécurité alimentaire.
L'accroissement démographique a pour effet d'augmenter l'empreinte écologique, et de diminuer la biocapacité disponible par tête. Ainsi, malgré les progrès techniques (intrants agricoles, irrigation…) qui ont contribué à augmenter la capacité agricole par l'accroissement des rendements moyens par hectare des cultures, portant la biocapacité totale de la planète de 9,9 à 12 milliards d’hectares globaux (hag) entre 1961 et 2010, la population humaine mondiale étant passée de 3,1 à près de 7 milliards d’habitants durant la même période, la biocapacité disponible par tête a été ramenée de 3,2 à 1,7 hag. En 2007, l'empreinte écologique de l'humanité atteignait 2,7 hag (hectares globaux) par personne, alors que la biocapacité de la Terre n'était que 1,8 hag par personne, soit une surexploitation écologique de 50 %. Il faudrait donc un an et demi pour régénérer les ressources consommées par l'homme en 2007 et absorber le CO2 produit.
D'après le journal Le Monde, « Sur les deux milliards de Terriens en plus en 2050, la moitié vivra dans un bidonville ».